# 잿방어
잿방어(학명: Seriola dumerili)는 전갱이목 전갱이과에 속하는 어류이다. 전갱이목의 어류 중에서도 대형종에 속하며 몸 길이는 2m이고 최대 248cm가 되기도 하며 몸 무게는 131kg가 되는 대형 어류이다.

## 특징과 먹이
잿방어는 방어와 부시리보다 체고가 높고 등쪽이 자색을 띤 청색이 다른 점이다. 고등어목 고등어과에 속하는 어류인 재방어와 이름이 비슷하지만 이 둘은 엄연히 다른 종이 된다. 머리 앞쪽에 팔자형(八字形)의 무늬가 있으며 노란 옆줄을 가진것이 특징이다. 이빨은 제법 길고 날카로운 물고기이기 때문에 살아있는 개체를 다룰 땐 주의를 요구한다.
상업성 어종으로 식용이 가능하며 먹이는 주로 멸치, 청어, 전갱이, 고등어 등의 작은 물고기와 오징어와 갑각류를 잡아먹는 육식성 어종에 속한다. 산란기는 6~8월의 여름이며 알은 분리부성란이고 첫 태어난 치어는 표층에서 부유생활을 하다 점차 자라면 바다 위에 떠다니는 해조류에 성장하고 몸 길이가 10cm를 넘기면 이곳도 떠나 연안의 중층과 하층에서 생활하게 된다.

## 서식지
잿방어는 주로 대한민국, 일본의 전 연안과 황해, 동중국해, 대만, 인도네시아, 태평양 남부에 분포한다. 생존에 적합한 수온은 20~30이며 0~300m의 표해수층에 주로 서식하는 어류이다.